# Adèle Haenel
Pour les articles homonymes, voir Haenel.
Adèle Haenel ([adɛl enɛl]), née le 11 février 1989 à Montreuil, est une actrice et militante française, notamment pour le féminisme.
Elle est révélée au grand public en 2007 dans le film Naissance des pieuvres de Céline Sciamma. Largement saluée par la critique et d'un talent précoce, elle se distingue tout particulièrement par la diversité de ses rôles et de son jeu d'actrice. Citée aux César dans la catégorie du meilleur espoir féminin en 2008 et 2012, elle obtient deux César en 2014 et 2015, celui de la meilleure actrice dans un second rôle dans Suzanne, puis celui de la meilleure actrice pour Les Combattants. Elle est nommée en 2018 pour le meilleur second rôle pour le film 120 Battements par minute, ainsi que pour le César de la meilleure actrice pour son interprétation dans le film En liberté ! en 2019 et pour Portrait de la jeune fille en feu en 2020.
En novembre 2019, Mediapart publie une enquête sur le comportement que le réalisateur Christophe Ruggia a eu à son égard à partir du tournage des Diables (2002) : elle accuse ce dernier d'attouchements et de harcèlement sexuel alors qu'elle avait entre 12 et 15 ans, accorde un long entretien filmé à Mediapart à ce sujet, puis porte plainte. De nombreux observateurs et observatrices estiment que la prise de parole d'Adèle Haenel constitue un tournant majeur pour l'émancipation des femmes dans le cinéma français et, plus largement, dans le mouvement MeToo.
Féministe engagée à travers ses choix de rôles et ses prises de position publiques, son départ au cours de la 45e cérémonie des César, en février 2020, consécutif à l'attribution du César de la meilleure réalisation à Roman Polanski — qui a fait l'objet en 1977 aux États-Unis d'une condamnation pour rapports sexuels illicites avec une mineure de 13 ans et de plusieurs accusations de viols et agressions sexuelles dans les années 1970 et 1980 —, témoigne de la division au sein du cinéma français au sujet du statut à accorder aux prédateurs sexuels dans le milieu, et plus largement au sujet de la lutte contre les violences sexuelles faites aux femmes et aux enfants.
Elle met par la suite un terme à sa carrière d'actrice dans le milieu du cinéma, qu'elle critique comme étant l'un des rouages destinés à « rendre désirable[s] » « l'ordre bourgeois » et le capitalisme et pour « dénoncer la complaisance généralisée du métier vis-à-vis des agresseurs sexuels ». Elle entend se concentrer sur le théâtre afin de privilégier des environnements moins assujettis à un système qu'elle juge « réactionnaire, raciste et patriarcal ». Dans le même temps, elle se fait remarquer par sa participation au mouvement contre la réforme des retraites et son militantisme d'extrême gauche.

## Biographie

### Jeunesse et formation
Adèle Haenel naît le 11 février 1989,, à Paris, ou, selon la plupart des sources, à Montreuil, en Seine-Saint-Denis, où elle grandit. Son père, autrichien, est traducteur et sa mère, professeure d'animation 3D,.
Dès l'âge de 5 ans, elle commence des activités théâtrales et imite les personnages de dessins animés de Tex Avery. Durant ses études, elle suit en parallèle des cours de théâtre à Montreuil et entre en classes préparatoires économiques et commerciales au lycée Montaigne, à Paris. Échouant aux concours, elle poursuit par des études de sociologie et d'économie à l'université jusqu'au master,. Éprouvant peu d'attrait pour une vie de cadre en entreprise, elle déclare :

« Je n’ai pas de mépris pour les gens qui choisissent cette vie. […] Ma chance a été de faire du cinéma, de rencontrer des gens qui m’ont sortie de l’horizon bouché qui consistait à penser que l’espoir de ma vie était un CDI. »

Elle poursuit en parallèle de son métier d'actrice des études de physique et de biologie marine.

### Carrière cinématographique et théâtrale

#### Premier rôle et première rupture avec le cinéma (2000-2005)
En 2000, à l'âge de onze ans, Adèle Haenel accompagne son frère lors d'un casting sauvage et décroche son premier rôle dans Les Diables,, alors qu'elle « n’envisageai[t] pas une seconde faire ce métier ».
Sorti en 2002, le film raconte l’amour incestueux de deux orphelins fugueurs, Joseph (Vincent Rottiers) et sa sœur Chloé (Adèle Haenel), autiste non verbale et allergique au contact physique.
En 2005, Adèle Haenel décide de rompre tout contact avec Christophe Ruggia, après une rencontre avec lui « qui a changé des autres ». Adèle Haenel rapporte à cette occasion des « déclarations d’amour culpabilisantes » du réalisateur, son « emprise permanente » et « des scènes où elle avait été mal à l’aise, seule, chez lui ».  À cette époque, elle dit n'avoir pas vu « d’autre issue que la mort de lui ou [elle], ou bien le renoncement à tout », et prend finalement la décision de couper les ponts avec le milieu du cinéma, ce qui lui procure le sentiment de « renoncer à énormément de choses » et à « une partie d’[elle]-même », ainsi qu'un « énorme mal-être » : dépression, pensées suicidaires, et une « peur » viscérale de croiser Christophe Ruggia. Elle évoque dix années « à bout de nerfs », où elle ne tenait « presque plus debout ». Sa famille croit alors à une crise d'adolescence, mais sa mère soupçonne déjà « un abus » de Christophe Ruggia. Elle décide alors de se plonger « à fond » dans des études de philosophie, « pour que plus jamais personne ne pense à [sa] place ». Avant de livrer son témoignage à Mediapart en 2019, elle confiera lors d'interviews que le tournage des Diables a été une épreuve douloureuse pour elle et qu'il lui est impossible de regarder ce film, évoquant le danger de la « mainmise » du réalisateur « qui t’a amenée vers la lumière, qui t’a amenée la connaissance », son pouvoir de « façonner un acteur », ou encore une expérience « traumatique », « incandescente, folle, tellement intense qu’après [elle a] eu honte de ce moment-là ».
En 2019, dans l'enquête de Mediapart menée par Marine Turchi, plusieurs proches de l’actrice décriront « l’emprise » du metteur en scène qui s’est nouée dans ce « conditionnement » et cet « isolement » lors de la préparation du film. D'autres ont décrit leur « malaise » face au comportement de Christophe Ruggia sur le plateau. Après le tournage, cette emprise a ouvert la voie entre 2001 et 2004 à des faits qui ont conduit l'actrice à porter plainte contre le réalisateur en 2019 pour attouchements et harcèlement sexuel.

#### Premières récompenses et nominations (2006-2012)

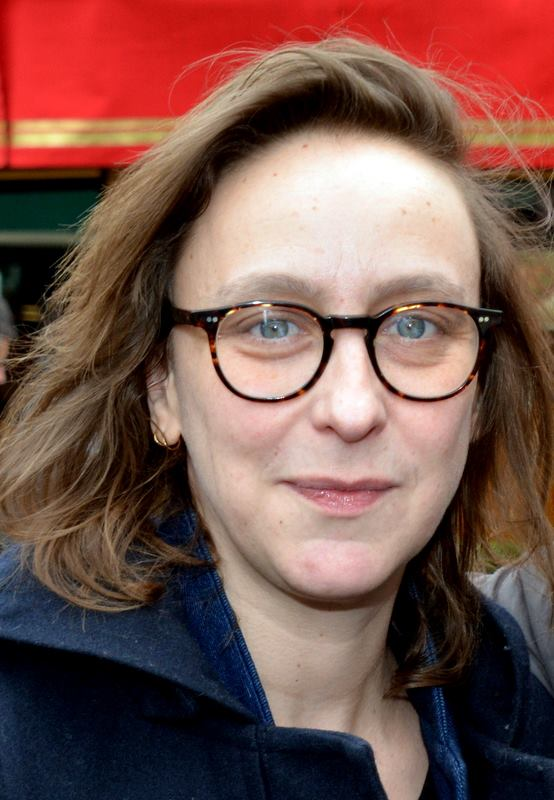
Adèle Haenel renoue avec le cinéma dans Naissance des pieuvres, le premier film de Céline Sciamma (photo) avec qui elle entame alors une relation amoureuse.

En 2006, Christel Baras, directrice de casting du film Les Diables, qui se dira plus tard « malade de ce gâchis et d’avoir recruté Adèle pour le film de Christophe Ruggia », la sollicite pour incarner Floriane, la capitaine d'une équipe de natation synchronisée dans Naissance des pieuvres, le premier film de Céline Sciamma,. En acceptant le rôle, elle fait part à Céline Sciamma de « problèmes » survenus sur son précédent film et se confie pour la première fois à ce sujet. Pour ce rôle, elle est citée aux César 2008 dans la catégorie « meilleur espoir féminin »,.
En 2009, elle tourne en Suisse le téléfilm Déchaînées de Raymond Vouillamoz pour lequel sa prestation sera multi-primée dans les festivals de télévision.
En 2011, lors du festival du Cannes, Adèle Haenel est à l'affiche de trois films présents dans différentes catégories et elle est nommée dans la catégorie « meilleur espoir féminin » pour son rôle dans L'Apollonide : Souvenirs de la maison close de Bertrand Bonello.
En 2012, Adèle Haenel reçoit le prix Lumière de la révélation féminine et le Shooting Star Award de la Berlinale.

#### Consécration (2013-2015)

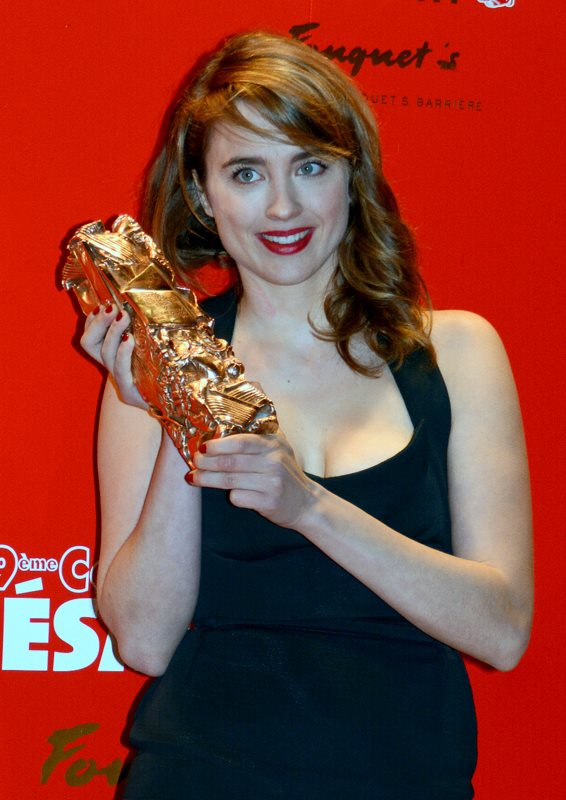
Adèle Haenel en 2014, tenant son César du meilleur second rôle pour sa prestation dans le film Suzanne.

En 2014, elle reçoit le César de la meilleure actrice dans un second rôle pour son rôle dans le film Suzanne de Katell Quillévéré.
En mars 2014, elle joue au théâtre de Gennevilliers dans la première pièce de Valérie Mréjen, Trois Hommes vertes [sic], aux côtés de Pascal Cervo, Gaëtan Vourc’h et Marie Losier. La pièce est reprise au centre dramatique national Orléans-Loiret-Centre, au Centre national d'art et de culture Georges-Pompidou à Paris et au festival Automne en Normandie 2014.

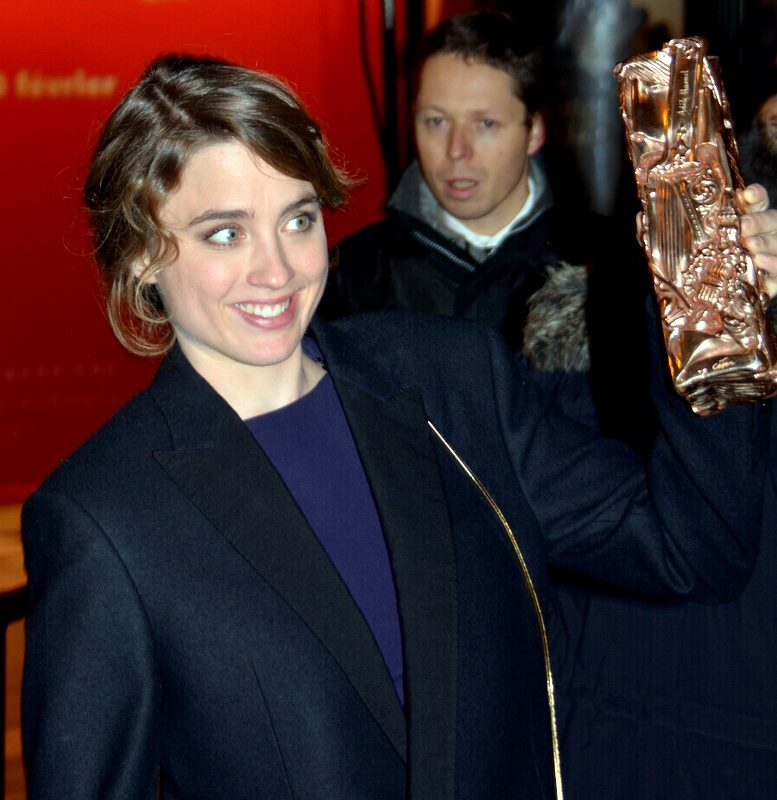
Adèle Haenel à la cérémonie des César de 2015.

En 2015, elle reçoit le César de la meilleure actrice pour son rôle dans Les Combattants de Thomas Cailley, ainsi que le prix Romy-Schneider. Libération note à cette occasion qu'elle est une « fonceuse », comptant « déjà 14 films à son actif (dont 10 en sélections à Cannes) », et qu'« elle est passée rapidement d’enfant prodige à grand espoir », avant de connaître « tous les succès ».
Dès le milieu des années 2010, elle est considérée comme la « nouvelle égérie du cinéma d'auteur »,,, et comparée notamment à Isabelle Adjani,,.

#### Poursuite avec des réalisatrices et des réalisateurs du cinéma indépendant (2016-2020)
Fin 2016, elle interprète une jeune médecin dans le film La Fille inconnue des frères Dardenne,. Ceux-ci ont réécrit le rôle, d'abord écrit pour un personnage plus âgé, après l'avoir rencontrée fortuitement,. Elle a ainsi, selon eux, joué un rôle déterminant dans le projet : « Sans Adèle Haenel, il n'y aurait pas eu de film ».

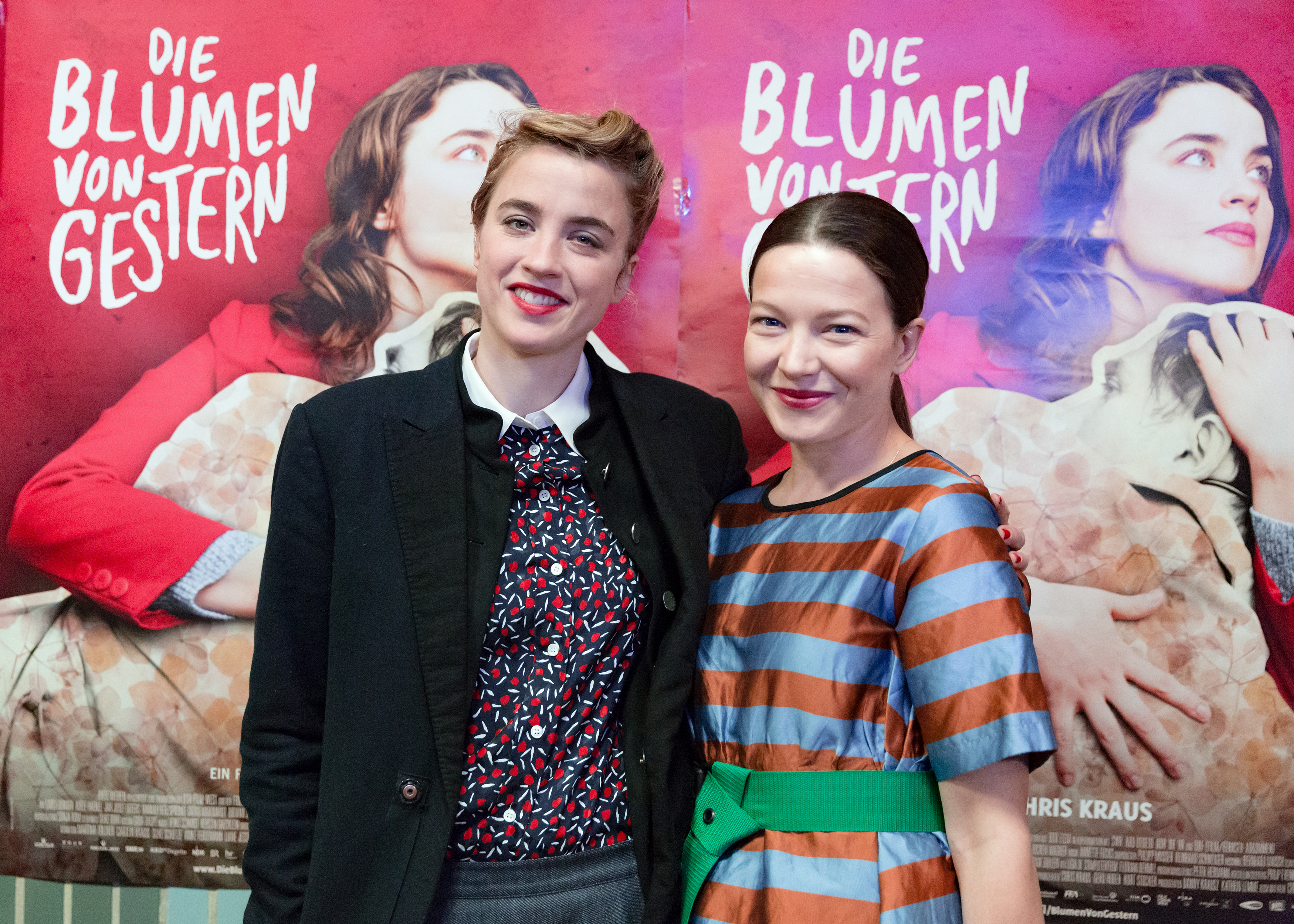
Adèle Haenel et Hannah Herzsprung à l'avant-première autrichienne de Les Fleurs fanées (2017).

En 2017, Adèle Haenel est à l'affiche du film 120 Battements par minute réalisé par Robin Campillo. Le film reçoit un accueil très chaleureux au 70e Festival de Cannes, remporte le grand prix du jury, le prix FIPRESCI, la Queer Palm ainsi que le prix du public au festival du film de Cabourg. La comédienne interprète le personnage de Sophie, militante dans le groupe activiste pour la prévention du sida Act Up-Paris dans les années 1990. Ce rôle lui vaut d'être nommée aux César en 2018 pour le meilleur second rôle.
En 2018, elle incarne une femme du peuple engagée dans la Révolution française dans le film historique Un peuple et son roi, réalisé par Pierre Schoeller.
Lors du Festival de Cannes 2019, l'actrice est présente dans trois films : Portrait de la jeune fille en feu de Céline Sciamma, en compétition officielle, Les héros ne meurent jamais d'Aude Léa Rapin durant la Semaine de la critique et Le Daim de Quentin Dupieux, qui a ouvert la Quinzaine des réalisateurs. 20 minutes souligne que « ces trois films témoignent de la versatilité de la comédienne qui aime les nouvelles expériences tout en restant fidèle à Céline Sciamma qui l’avait dirigée dans Naissance des pieuvres ». Au sujet du film Le Daim, Adèle Haenel indique avoir eu « une grosse réserve par rapport à l'absence de féminisme dans les films de Quentin Dupieux » et avoir accepté le rôle après s'être assurée de pouvoir réinterpréter son personnage « pour qu’il corresponde à [ses] idées féministes »,. Écrit pour elle par son ancienne compagne Céline Sciamma, Portrait de la jeune fille en feu, qui raconte une histoire d'amour au XVIIIe siècle entre son personnage d'Héloïse, qu'on s'apprête à marier, et la peintre Marianne (interprétée par Noémie Merlant), s'impose selon elle comme son film majeur, indiquant : « C'est comme s'il était le terreau de mes dix années d'actrice »,.
En 2020, après la nomination de Portrait de la jeune fille en feu aux Golden Globes, Adèle Haenel signe avec Creative Artists Agency, la plus grosse agence d'artistes à Hollywood. Le 29 juin, elle est recrutée par l'Académie des Oscars pour faire partie des 819 nouveaux votants,.

#### Fin de carrière cinématographique, choix du théâtre
En mai 2022, alors qu'elle joue dans une pièce de théâtre à Milan, elle annonce lors d'une interview pour Il Manifesto sa décision de ne plus travailler pour des cinéastes établis. Elle indique cependant deux exceptions à la règle : tourner pour Céline Sciamma ou pour des artistes débutants. Elle déclare se consacrer désormais au théâtre et à l'aide aux victimes d'abus,,. Sa volonté de s'éloigner du cinéma « mainstream » est concomitante à son départ du nouveau film de Bruno Dumont, L'Empire, un projet qu'elle considère comme intentionnellement raciste et réactionnaire, avec un scénario « truffé de blagues sur la cancel culture et les violences sexuelles » et un mépris délibéré des victimes et « personnes en situation de faiblesse ».
En juin 2022, elle lit à la Maison de la poésie de Paris des extraits de Le Voyage sans fin, une pièce de théâtre de Monique Wittig, qui revisite Don Quichotte de Cervantès en version féministe.
En mai 2023, elle confirme lors d'une lettre ouverte adressée à Télérama arrêter définitivement sa carrière au cinéma, après quatre ans d'absence, pour dénoncer, écrit-elle, « la complaisance généralisée du métier vis-à-vis des agresseurs sexuels et […] la manière dont ce milieu collabore avec l'ordre mortifère écocide raciste du monde ». Elle dénonce le rôle du cinéma dans la société, « celui de rendre l'ordre bourgeois aussi naturel que le bleu du ciel », et déclare : « Continuer de rendre désirable ce système est criminel ».

### Rôles et jeu d'actrice
Le talent d'Adèle Haenel est décelé tôt dans sa carrière : de nombreux témoins du milieu de cinéma, dont la directrice de casting Christel Baras qui l'a découverte puis remise en selle, disent qu'elle est « une actrice née »,. Lorsqu'en 2015, Adèle Haenel remporte un César pour son rôle dans Les Combattants, Le Figaro évoque une « ascension fulgurante » et relève que les dithyrambes à son égard affluent : « la future Isabelle Adjani », « une actrice qui peut tout jouer », « une présence et une intensité incroyables ». Le quotidien 20 minutes la présente alors comme la « nouvelle coqueluche du cinéma ». Pour L'Express, Adèle Haenel est une « actrice fascinante […] brillante », et pour France-Soir, elle est promise à un « bel avenir » : en effet, les « films forts, souvent encensés, pas forcément très populaires » auxquels elle a participé laissent pronostiquer que « sa carrière risque d'être plus qu'un feu de paille ».
Libération la décrit comme une « introspective hors normes » et « sa démarche est à la fois puissante et gracieuse » ; elle est « duale », « aussi ronchon qu’extasiée, rigoureuse que rêveuse, masculine que féminine ». Selon Thomas Cailley, le réalisateur du film Les Combattants, « elle a un visage qui peut changer d'une seconde à l'autre », pouvant passer d'« un visage d'enfant » à « celui d'une jeune femme plus mûre ». Il dit d'elle qu'elle est un « mélange de femme fatale et d’ado brutasse ». Adèle Haenel est décrite par Ouest-France comme un « génie précoce », une actrice « instinctive et physique ».
Son « physique athlétique, » est remarqué. André Téchiné, qui la dirige dans L'Homme qu'on aimait trop, considère qu'elle « a une telle puissance physique qu'elle donne une impression d'athlète, de géante », et que « graphiquement, elle a quelque chose d'assez surprenant qui n'appartient qu'à elle ». Elle-même déclare : « La dépense physique, c'est génial, c'est la base du jeu. […] C'est beau, on se sent vivant, j'aime ». André Téchiné et Pierre Salvadori, qui la dirige dans En liberté !, voient respectivement en elle « un fort potentiel burlesque » et « une pure actrice burlesque », registre pour lequel elle fait part de son affection : « C’est dynamique, c’est le plaisir du jeu à l’état pur ».
Par ailleurs, pour Libération, elle est une « réflexive » qui cite le philosophe Gilles Deleuze et « théorise beaucoup ».
Pour décrire le « “style” Haenel », Emily Barnett, critique aux Inrockuptibles, évoque « un corps élégant et délié de géante, une voix heurtée, un air parfois ronchon, de temps à autre de drôles de contractions du visage, des yeux ronds, d’un bleu-vert limpide, un sourire à tomber ». Retraçant sa carrière en 2019, elle présente Adèle Haenel comme « l'anti-femme-objet, s'inventant et s’érigeant peut-être, consciemment ou non, contre son ancienne agression. Après avoir été nageuse, Adèle Haenel sera, dans le désordre, survivaliste apprentie militaire (Les Combattants), lieutenant de police (En liberté !), militante engagée (120 Battements par minute), Parisienne révolutionnaire (Un peuple et son roi)… ». Elle souligne également ses rôles qui visent à « dénoncer l’aliénation des femmes, par exemple dans le film de Bertrand Bonello, L’Apollonide – Souvenirs de la maison close, où elle incarne une prostituée singeant, dans une fameuse scène, un automate afin de complaire au fantasme d’un client ».
Prenant le parti du regard féminin développé par Céline Sciamma dans Portrait de la jeune fille en feu, Adèle Haenel évoque « des images dont on manque en tant que femmes », et conteste l'aspect « neutre » du regard masculin (male gaze) : « Il faut dire que ce regard a une origine et un rapport avec la domination masculine ».

### Vie privée
Adèle Haenel fait son coming out en tant que lesbienne lors du discours qu'elle prononce le 28 février 2014 après avoir reçu le César de la meilleure actrice dans un second rôle pour le film Suzanne de Katell Quillévéré,. Elle rend alors publique sa relation avec la réalisatrice Céline Sciamma, avec qui elle a tourné pour la première fois dans Naissance des pieuvres,.
Haenel et Sciamma se séparent en 2018, avant le début du tournage de Portrait de la jeune fille en feu, leur deuxième film ensemble,, et elles demeurent amies ensuite,. Haenel déclare en avril 2022 au journal italien Il manifesto que la seule cinéaste établie avec laquelle elle pourrait envisager de retravailler au cinéma est Sciamma, « car notre relation va au-delà du travail, mais cela devra être dans un autre système économique ».

#### Affaire Christophe Ruggia
Le 3 novembre 2019, Mediapart publie une enquête dans laquelle Adèle Haenel accuse le réalisateur Christophe Ruggia d'attouchements et de harcèlement sexuel alors qu'elle avait entre 12 et 15 ans. Le lendemain, le cinéaste fait l'objet d'une procédure de radiation par la Société des réalisateurs de films, tandis que Haenel accorde à Mediapart un long entretien vidéo en direct afin d'expliquer pourquoi elle sort du silence. Après avoir déclaré au cours de l'enquête « La justice nous ignore, on ignore la justice. », elle développe alors les raisons pour lesquelles elle n'a pas voulu porter plainte contre Ruggia, estimant la justice défaillante concernant la prise en compte et le traitement des violences sexistes et sexuelles : « Il y a une violence systémique faite aux femmes dans la justice. Les femmes sont méprisées par le système judiciaire. Un viol sur dix est condamné par la justice, qu’est-ce que ça signifie pour les neuf autres ? Pour toutes ces vies ? Moi, c’est en grande partie pour elles que je fais ça aujourd’hui ».
Le parquet s'auto-saisit toutefois de l'affaire sur les chefs d'accusation de harcèlement sexuel et d'agression sexuelle. Le 26 novembre, après avoir été auditionnée, Haenel décide finalement de porter plainte, et le 20 janvier 2020, Ruggia est mis en examen.
Après quatre ans d'investigation, le parquet de Paris requiert un procès contre Christophe Ruggia pour agression sexuelle sur mineure, et demande son renvoi en correctionnelle. Deux circonstances aggravantes sont retenues : la minorité d'Adèle Haenel lors des faits et la position d'autorité de Ruggia,. Le 3 août 2024, l'Agence France Presse (AFP) apprend qu'une juge d'instruction a ordonné mardi 30 juillet que le réalisateur soit jugé les 9 et 10 décembre devant le tribunal correctionnel de Paris pour des agressions sexuelles aggravées commises sur Adèle Haenel lorsqu'elle était mineure. Dans son ordonnance de renvoi, la magistrate souligne notamment les dénonciations « de manière circonstanciée, constante et précise » de la comédienne, « son état de sidération » au moment des faits, « les répercussions psychologiques » des agressions, « l’importante différence d’âge entre les deux protagonistes » et « la survenance d’une contrainte psychologique progressive » imposée par le réalisateur de son premier film, Les Diables (2002),. Le 3 février 2025,  Christophe Ruggia est reconnu coupable par le tribunal correctionnel de Paris et est condamné à quatre ans de prison dont deux ferme (à domicile sous bracelet électronique), au versement de 50 000 euros de dommages et intérêts et à l'interdiction de travailler avec des mineurs pour une durée de cinq ans. Il indique avoir l'intention de faire appel.
Événement majeur du mouvement MeToo en France, la prise de parole d'Adèle Haenel constitue un tournant pour l'émancipation des femmes dans le cinéma et au-delà. Elle bouleverse en particulier le milieu du cinéma français, au sein duquel de grandes figures et les principales instances représentatives lui apportent leur soutien.

## Prises de position politiques
Adèle Haenel est connue pour son engagement politique à l'extrême gauche trotskiste et son engagement féministe,, LGBT+ (avec une politisation plus discrète de cette dimension revendiquée), antiraciste et social, qui la conduit à dénoncer comme imbriquant les discriminations dans le cadre d'un ordre bourgeois et patriarcal exerçant des violences sexuelles, sexistes et racistes le milieu artistique académique avec lequel elle rompt, affirmant en particulier sa promotion d'un modèle alternatif dans le cadre de la création théâtrale et de la lutte contre les violences sexistes et les abus sexuels sur les femmes et les jeunes filles. Reliant aussi ces thématiques à la question fondamentale du féminisme radical de type marxiste, elle est également active sur la question des violences policières, anticolonialiste, écologiste et engagée sur le conflit israélo-palestinien, tout en dénonçant l'islamophobie et l'antisémitisme qui en découlent.

### Premières prises de positions sur le social, le racisme, les violences policières et l'écoféminisme
Adèle Haenel indique avoir « beaucoup manifesté pendant [ses] années lycée contre le CPE et la loi Fillon ». Début 2016, elle se rend à Nuit debout, place de la République à Paris, mouvement pour lequel elle indique avoir « eu une forme de sympathie immédiate ». Elle dit par ailleurs avoir « envie de [s]’engager pour les réfugiés ».
En 2018, elle signe une tribune publiée dans Le Monde, encourageant à défendre la ZAD de Notre-Dame-des-Landes en tant que « lieu réel qui lutte pour construire des imaginaires ». En 2020, elle participe, avec d'autres personnalités, à la manifestation contre les violences policières organisée à l'appel du comité de soutien à la famille d'Adama Traoré,. Elle soutient l'écoféministe Sandrine Rousseau pour la primaire présidentielle de l'écologie de 2021.

### Engagement communiste révolutionnaire
À l'occasion de l'élection présidentielle de 2022, elle se rapproche publiquement du parti trotskiste Révolution permanente (RP ; jeune scission du NPA), dont elle participe à la campagne du candidat, Anasse Kazib. Ce dernier ne parvient cependant pas à obtenir les parrainages suffisants pour déposer sa candidature. Elle participe ensuite à plusieurs conférences du parti. En mai 2022, elle explique être devenue anticapitaliste : d'abord « mobilisée sur les questions de féminisme […], tu te rends compte que les systèmes sont liés » car « aucune émancipation n'est possible dans le cadre du capitalisme ».
En février 2023, dans un meeting organisé par les collectifs Du Pain et des Roses et Le Poing Levé, deux organisations liées à RP, elle appelle à la grève générale reconductible dans le cadre du mouvement contre le projet de réforme des retraites. Elle y accuse aussi le gouvernement d'Élisabeth Borne d'être « en soi composé de violeurs ». Ces prises de position suscitent une vague de réactions violentes et de cyberharcèlement, avec en réponse une tribune de soutien publiée en faveur de l'actrice par des militantes et personnalités dont la cinéaste Céline Sciamma et l'écrivaine Annie Ernaux,.
Adèle Haenel figure aussi parmi les signataires d'une tribune publiée dans Politis, qui juge notamment que les femmes seront les premières victimes de la réforme.
Elle est présente avec d'autres personnalités à un rassemblement de soutien aux grévistes de la raffinerie de Normandie en mars 2023.

### Féminisme, droits LGBT+ et lutte contre les violences sexistes et sexuelles
En février 2018, elle fait partie des 300 personnalités qui fondent le collectif 50/50, lancé par l'association « Le Deuxième regard » et dont le but est d'envisager une plus grande égalité entre hommes et femmes dans le milieu du cinéma, en profitant des suites de l'affaire Weinstein pour « transformer un moment en mouvement », en « dépassant le seul sujet des violences sexuelles » pour « avancer sur des mesures concrètes »,.
Engagée plus spécifiquement en faveur des victimes d'abus sexuels et contre la pédocriminalité, dans le cadre du système socio-culturel de pouvoir qu'elle dénonce, elle participe à la marche contre les violences sexuelles et les violences sexistes qui se tient à Paris le 23 novembre 2019. Dans les cortèges, de nombreuses pancartes lui rendent hommage pour son témoignage dans Mediapart quelques jours plus tôt, ou citent ses propos.
En février 2020, dans une interview consacrée à son témoignage contre Christophe Ruggia, elle déclare qu'« il n’y a pas assez de moyens alloués pour changer la situation » au sujet de l'égalité femmes-hommes et met en cause la présence au gouvernement d'« un représentant qui a été accusé par différentes femmes d’agressions sexuelles et d’abus de faiblesse », faisant allusion à Gérald Darmanin.
Elle relie ce militantisme avec les autres domaines de son engagement, dont, au sens large, l'anticolonialisme, l'égalitarisme antiraciste et le communisme révolutionnaire, la libération LGBT+ en continuité assumée avec sa promotion d'un modèle repensé mais dans un cadre moins politiquement spécifique comme cela est relevé lors de sa participation à 120 Battements par minute[réf. souhaitée].
En octobre 2023, elle signe une pétition affirmant que « la libération de la Palestine est aussi une cause féministe », en attribuant l'origine des violences à « la situation coloniale en Palestine, qui dure depuis plus de 75 ans qui est à la racine de toute cette violence ».

### Départ lors des César 2020

#### Contexte
À l'approche de la 45e cérémonie des César, l'Académie des César voit son conseil d’administration démissionner collectivement, incluant son président Alain Terzian, en raison des critiques sur son mode de fonctionnement. Le cinéma français apparaît d'autant plus divisé que J'accuse de Roman Polanski reçoit douze nominations, en dépit de la vive polémique qui entoure ce dernier à la suite d'une nouvelle accusation de viol, tandis que figure également parmi les films les plus nommés Portrait de la jeune fille en feu, le dernier film de Céline Sciamma, porté notamment par Adèle Haenel qui est à nouveau citée pour le César de la meilleure actrice et qui, selon Libération, cristallise « les enjeux de l’ère post-#MeToo — à la suite de son témoignage dénonçant les agressions sexuelles que lui aurait fait subir le réalisateur de son premier film »,,,.
Les mois précédents, Adèle Haenel avait déjà dénoncé le « cas emblématique » de la situation de Roman Polanski lors de son entretien filmé de novembre 2019 pour Mediapart, puis apporté son soutien à Valentine Monnier, en saluant l’émergence d’une « nouvelle prise de conscience », lorsque celle-ci avait formulé une nouvelle accusation de viol contre Roman Polanski. Quatre jours avant la cérémonie, Adèle Haenel déclare au New York Times que distinguer Polanski serait « cracher au visage de toutes les victimes » et que la France « a complètement raté le coche » du mouvement #MeToo. De leur côté, alors que des féministes ont appelé à une manifestation de protestation devant les lieux de la cérémonie le soir même, Roman Polanski et son équipe annoncent qu'ils n'assisteront pas à la cérémonie.

#### Cérémonie
Lors de la cérémonie, lorsque le César de la meilleure réalisation revient finalement au réalisateur absent, Adèle Haenel, furieuse, quitte la salle en scandant : « C'est la honte ! La honte ! »,. Elle est accompagnée de Céline Sciamma, Noémie Merlant, Aïssa Maïga et d'autres professionnels du cinéma assistant à la cérémonie,,,,, parmi lesquels l'équipe du film Portrait de la jeune fille en feu. En se dirigeant vers la sortie, elle applaudit sarcastiquement et clame : « Vive la pédophilie ! Bravo la pédophilie ! » Le lendemain, elle déclare : « Ils voulaient séparer l’homme de l’artiste, ils séparent aujourd’hui les artistes du monde ».

#### Le départ vu par la presse
Selon la presse, Adèle Haenel et Roman Polanski symbolisent le « grand fossé » ou la « fracture ouverte » qui traverse le cinéma français, et qui se voit aggravée par la récompense attribuée au réalisateur de J'accuse,. Le Monde estime que ce départ « est venu acter [une] fracture profonde dans le milieu du cinéma français » entre les partisans d'une séparation entre l'homme et l'œuvre et ceux qui voient en Roman Polanski un symbole des violences faites aux femmes. Le quotidien relève également qu'à l'exception de Swann Arlaud, récompensé le soir même du César du meilleur second rôle masculin, qui déclare à l'issue de la cérémonie qu'Adèle Haenel a « eu raison de partir » de la salle, les réactions indignées face à l'attribution du César au réalisateur de J'accuse sont majoritairement venues de femmes. L'universitaire Iris Brey considère plus largement que la polémique « symbolise la fracture de la société », à savoir « l’affrontement entre un ancien monde en train de s’effriter face à des hommes et à des femmes qui ont envie de réfléchir aux représentations ».

#### Débat public autour du départ d'Adèle Haenel
Quelques jours après, la romancière Virginie Despentes célèbre la démarche d'Adèle Haenel dans une tribune pamphlétaire intitulée « Désormais on se lève et on se barre », publiée par le quotidien Libération et largement commentée. Franck Riester, ministre de la Culture, déclare que « célébrer » Roman Polanski est un « mauvais signal », et qu'il « pouvait comprendre » la réaction « de colère » d'Adèle Haenel. Sibeth Ndiaye, porte-parole du gouvernement, affirme qu'elle aurait elle aussi quitté la salle au moment de l'attribution du César à Roman Polanski. Sara Forestier, qui était présente à la cérémonie, déclare le lendemain qu'elle aurait dû quitter la salle elle aussi.
À l'inverse, Fanny Ardant, lauréate du César de la meilleure actrice dans un second rôle, félicite Roman Polanski, tandis qu'Isabelle Huppert et Lambert Wilson critiquent la virulence à l'égard du cinéaste, la qualifiant de « lynchage » et jugeant le départ d'Adèle Haenel « contraire à la règle du jeu »,. Furieux de la réaction d'Adèle Haenel et en soutien à Lambert Wilson, Olivier Carbone, un directeur de casting, promet à Adèle Haenel la fin de sa carrière dans un message très violent (dans lequel, comme Lambert Wilson, il s'en prend aussi à Florence Foresti, lui reprochant d'insulter l'un des plus grands cinéastes) qu'il met en ligne sur sa page Facebook, avant d'en modifier la teneur. Des voix s'élèvent également du côté de personnalités proches de la droite conservatrice, à l'instar de Gilles-William Goldnadel, essayiste et avocat, qui publie une critique corrosive de certains propos tenus par l'actrice et déclare qu'il était à la portée d'Adèle Haenel « de savoir faire la différence entre célébrer un réalisateur talentueux et honorer un homme discutable »,.
Lors de la Journée internationale des droits des femmes, une semaine après la cérémonie, la réaction d'Adèle Haenel, présente à la manifestation parisienne avec notamment Céline Sciamma ou encore Aïssa Maïga, est largement saluée par les manifestants.

## Filmographie

### Cinéma

#### Longs métrages
- 2002 : Les Diables de Christophe Ruggia : Chloé
- 2007 : Naissance des pieuvres de Céline Sciamma : Floriane
- 2011 : Après le sud de Jean-Jacques Jauffret : Amélie
- 2011 : En ville de Valérie Mréjen et Bertrand Schefer : Isabelle
- 2011 : L'Apollonide : Souvenirs de la maison close de Bertrand Bonello : Léa
- 2012 : Confession d'un enfant du siècle de Sylvie Verheyde
- 2012 : Trois mondes de Catherine Corsini : Marion
- 2012 : Alyah d'Elie Wajeman : Jeanne
- 2013 : Suzanne de Katell Quillévéré : Maria
- 2014 : L'Homme qu'on aimait trop d'André Téchiné : Agnès Le Roux
- 2014 : Les Combattants de Thomas Cailley : Madeleine Beaulieu
- 2015 : La Chambre interdite de Guy Maddin et Evan Johnson : l'invalide
- 2016 : Les Ogres de Léa Fehner : Mona
- 2016 : La Fille inconnue des frères Dardenne : Jenny
- 2016 : Nocturama de Bertrand Bonello : la jeune femme au vélo
- 2017 : Orpheline d'Arnaud des Pallières : Renée
- 2017 : 120 Battements par minute de Robin Campillo : Sophie
- 2017 : Les Fleurs fanées de Chris Kraus : Zazie
- 2018 : En liberté ! de Pierre Salvadori : Yvonne
- 2018 : Un peuple et son roi de Pierre Schoeller : Françoise
- 2019 : Le Daim de Quentin Dupieux : Denise
- 2019 : Portrait de la jeune fille en feu de Céline Sciamma : Héloïse
- 2019 : Les héros ne meurent jamais d'Aude Léa Rapin : Alice

#### Courts métrages
- 2009 : Les Grandes Forêts de Frédéric Guelaff : Lise
- 2009 : Pauline de Céline Sciamma : la copine de Pauline
- 2010 : Adieu Molitor de Christophe Régin
- 2011 : Une heure avec Alice de Jean-Paul Civeyrac : Alice
- 2011 : Les Enfants de la nuit de Caroline Deruas et Olivier Berlemont : Henriette
- 2011 : Folks de Frédéric Guelaff

#### Documentaires
- 2021 : Regard noir d'Aïssa Maïga : elle-même
- 2021 : Retour à Reims (Fragments) de Jean-Gabriel Périot : narratrice

### Télévision

#### Téléfilms
- 2009 : Déchaînées de Raymond Vouillamoz : Lucie
- 2011 : Goldman de Christophe Blanc : Jeanne

### Clip
- 2020 : De mon âme à ton âme du groupe Kompromat, réalisé par Claire Burger (également participation vocale)[124]

## Théâtre
- 2012 : La Mouette d'Anton Tchekhov, mise en scène Arthur Nauzyciel, festival d'Avignon
- 2015 : Le Moche/ Voir Clair/ Perplexe de Marius von Mayenburg, mise en scène Maïa Sandoz, théâtre La Générale, Paris
- 2016 : C'était hier de Harold Pinter, mise en scène Benoît Giros, théâtre de l'Atelier, Paris
- 2016 : L'Abattage rituel de Gorge Mastromas de Dennis Kelly, mise en scène Maïa Sandoz, CDN d'Orléans
- 2018 : Zaï Zaï Zaï Zaï d'après Fabcaro (voir Zaï zaï zaï zaï), mise en scène Paul Moulin, Festival Pulp, Ferme du Buisson
- 2021 : Der Teich (L'Étang), mise en scène Gisèle Vienne, première au Théâtre de Vidy
- 2022 : Le Voyage sans Fin de Monique Wittig, mise en scène Adèle Haenel et Gisèle Vienne, à la Maison de la Poésie[125],[126]
- 2023 : EXTRA LIFE, mise en scène Gisèle Vienne, première au Ruhrtriennale Festival der Künste 2023[127]

## Discographie
- 2019 : De mon âme à ton âme, avec Julia Lanoë, sur l'album Traum und Existenz de Kompromat[124]

## Publications
- Collectif (coordonné par Elsa Dorlin), Feu ! abécédaire des féminismes présents, Paris, éd. Libertalia, 2021
- Collectif (présenté par Agathe Le Taillandier), Une bibliothèque féministe, Paris, Une co-édition L’Iconoclaste/ Louie Media, 2021

## Distinctions

### Récompenses
| Année | Prix                                                | Catégorie                                         | Film                                        |
| ----- | --------------------------------------------------- | ------------------------------------------------- | ------------------------------------------- |
| 2009  | Festival Cinéma tous écrans de Genève               | Prix d'interprétation féminine                    | Déchaînées                                  |
| 2012  | Berlinale 2012                                      | Shooting Stars Award                              | L'Apollonide : Souvenirs de la maison close |
| 2012  | Prix Lumières                                       | Prix Lumières du meilleur espoir féminin          | L'Apollonide : Souvenirs de la maison close |
| 2014  | 39e cérémonie des César                             | César de la meilleure actrice dans un second rôle | Suzanne                                     |
| 2014  | Prix Suzanne-Bianchetti                             |                                                   | Suzanne                                     |
| 2014  | Festival international du film du Caire             | Meilleure actrice                                 | Les Combattants                             |
| 2015  | 40e cérémonie des César                             | César de la meilleure actrice                     | Les Combattants                             |
| 2015  | Prix Romy-Schneider                                 |                                                   | Les Combattants                             |
| 2016  | Festival international du film francophone de Namur | Meilleure actrice                                 | Orpheline                                   |
| 2020  | Trophées du Film Français                           | Personnalité de l'année 2019                      |                                             |

### Nominations
| Année | Nomination              | Catégorie                                         | Film                                        |
| ----- | ----------------------- | ------------------------------------------------- | ------------------------------------------- |
| 2008  | 33e cérémonie des César | César du meilleur espoir féminin                  | Naissance des pieuvres                      |
| 2012  | 37e cérémonie des César | César du meilleur espoir féminin                  | L'Apollonide : Souvenirs de la maison close |
| 2015  | Globes de cristal       | Meilleure actrice                                 | Les Combattants                             |
| 2018  | 43e cérémonie des César | César de la meilleure actrice dans un second rôle | 120 Battements par minute                   |
| 2019  | 44e cérémonie des César | César de la meilleure actrice                     | En liberté !                                |
| 2020  | 45e cérémonie des César | César de la meilleure actrice                     | Portrait de la jeune fille en feu           |